# Marie Kjellson
Marie Helene Kjellson, född 26 maj 1981 i Göteborg, är en svensk filmproducent, line producer, produktionsledare och klippare.
Kjellson växte upp i Göteborg och utbildade sig vid Kulturama i Stockholm, film- och TV-linjen på Skurups folkhögskola samt på Handelshögskolan i Göteborg. Hon arbetade på produktionsbolaget Plattform Produktion 2004–2014 och startade tillsammans med Katja Wik produktionsbolaget Kjellson & Wik 2013.
Som producent har Kjellson bland annat gjort kortfilmerna Händelse vid bank (2010), Offerrollsretorik (2012) och långfilmen Turist (2014).

## Filmografi

### Producent
- 2010 - Händelse vid bank
- 2012 - Offerrollsretorik
- 2014 - Turist

### Samproducent
- 2013 - Betongnatt

### Line Producer
- 2011 - Play

### Produktionsledare
- 2006 - Weekend
- 2008 - De ofrivilliga

### Klippare
- 2005 - Flickan från Auschwitz
- 2006 - Nyheter i skärgården

### Roll
- 2008 - En enastående studie i mänsklig förnedring

### Inspelningsledare
- 2008 - De ofrivilliga

### Inspelningsassistent
- 2005 - Scen nr: 6882 ur mitt liv